# П'єр Едмон Буасьє
П'єр Едмо́н Буасьє́ (фр. Pierre Edmond Boissier; (* 25 травня 1810, Женева — † 25 вересня 1885) — швейцарський ботанік, математик і мандрівник.

## Біографія
Учень Декандоля-старшого.
Завершивши курс наук у Женеві, він відправився у Париж, де займався під керівництвом Вебба. За порадою Вебба Буасьє зайнявся спеціальним дослідженням іспанської флори, в той час (1836) ще недостатньо вивченої.
Результатом першої мандрівки Буасьє по Іспанії стала його перша велика праця «Elenchus plantarum novarum minusque cognitarum» (1838), у котрій він, зокрема, описав 200 нових видів рослин.
У 1839 р. Буасьє почав видавати капітальну працю «Voyage botanique dans le mide de l'Europe pendant l'année 1837», завершену в 1846 р.
У 1842 р., зацікавившись отриманим з Афін гербарієм, Буасьє здійснив подорож у Грецію, околиці Константинополя та Малу Азію, а в 1845-46 рр. відвідав разом зі своєю дружиною Єгипет, Аравію, Сирію та Палестину.
З 1849 р. вчений декілька разів відвідував Піренейський півострів, бував у Альпах, у Німеччині, Австрії, Англії, Норвегії, Данії, Італії, Алжирі та Росії, а у 1866 році він подорожував з дерптським вченим Бузе по Азійській Росії та Персії.
У 1867 році побачив світ перший том знаменитої праці Буасьє «Flora orientalis». Останній, 5-ий, том цієї праці було завершено у 1884 р., за рік до смерті вченого. «Flora orientalis» містить детальний опис 11 876 видів рослин, з вказівкою регіону їх поширення, з ключами для визначення видів. Ця праця є необхідним посібником для всіх, хто вивчає флору Сходу.
Усього Буасьє сам описав 3 602 види рослин, у співавторстві — ще 2 338 види. Ним встановлено 103 нових родів самостійно, і 28 — у співавторстві. Він навів описи 18 496 видів рослин, опублікував 347 таблиць з 378 видами.

## Наукові праці
- Flora Orientalis sive Enumeratio Plantarum in Oriente a Graecia et Aegypto as Indiae Fines publisher H. Georg, Bibliopolam Genevae et Basileae, 1867—1884, 5 т .
- Elenchus plantarum novarum … in itinere hispanico legit, 1838
- + Georges François Reuter (1805—1872), Diagnoses plantarum novarum hispanicum, 1842
- Voyage botanique dans le midi de l'Espagne…, 1839—1845
- + Georges François Reuter, Pugillus plantarum novarum Africae borealis Hispaniaeque australis, 1852
- Diagnoses plantarum orientalium novarum, 1842—1859
- + Friedrich Alexander Buhse (1821—1898), Aufzählung der auf einer Reise durch Transkaukasien und Persien gesammelten Pflanzen, 1860
- Icones Euphorbiarum, 1866

## Цікаві факти, пов'язані з ученим та його науковою спадщиною
Ім'я вченого увічнене у назві роду Boissiera, котрий входить до складу родини Злакових (Poaceae).

## Зовнішні посилання
- Замітки про Буасьє (англ.)

1. 1 2  www.accademiadellescienze.it
2. ↑  IPNI,  Boiss.